# Apofonía
Se denomina apofonía (o también «Ablaut» —comúnmente escrito «ablaut» — en el contexto de la lingüística germánica e indoeuropea) a la correspondencia y alternancia de grupos fijos de vocales que, de acuerdo con normas regulares, ocurren dentro de una raíz o un sufijo. Un caso que ilustra esta situación es la formación del plural en inglés de man por medio de men. En esta lengua la apofonía también se da en la formación del pasado. Por ejemplo, en la alternancia apofónica sing (presente) ~ sang (pasado) ~ sung (participio pasivo).
El concepto de apofonía fue delimitado por el alemán Jakob Grimm, quien la denominó ablaut. Ello se debe a que el alemán hace un gran uso de este recurso en la flexión y derivación de series de palabras como sprechen ‘hablar’, sprach ‘habló’, gesprochen ‘hablado’, sprich ‘¡habla!’, Gespräch ‘conversación’, Spruch ‘dicho, proverbio’, etcétera.

## La apofonía en indoeuropeo
En indoeuropeo existen dos tipos apofónicos:
- La primera es denominada deentonación o apofonía cualitativa (Abtönung) y ocurre cuando cambia el timbre vocálico de la raíz. Como en las formas griegas δέδορκα/δέρκομαι.
En indoeuropeo, por lo general, las vocales que alternan son e ~ o ~ Ø y, por eso, se habla de grado e, grado o y grado cero. Por ejemplo, en griego, el grado e aparece en la forma génos (γένος), el grado o aparece en la palabra gónos (γόνος) y el grado cero aparece en el verbo reduplicado gígnomai (γίγνομαι).
Cuando la raíz contiene una vocal seguida de una sonante (i, u, m, n, l, r), la sonante asume la función silábica al desaparecer la vocal en el grado cero. De esta manera, tenemos leípō (λείπω) en grado e, léloipa (λέλοιπα) en grado o y lipeîn (λιπεῖν) en grado cero. Del mismo modo, se puede mencionar la alternancia ménos (μένος) ‘mente’ ~ mémona (μέμονα) ‘deseo’ ~ mémamen (μέμαμεν) ‘deseamos’ (< *me-mn̥-men).

- La segunda es llamada degradación o apofonía cuantitativa (Abstufung) y consiste en un cambio de la cantidad de la vocal. Dentro de este tipo de alternancia se reconocen el grado pleno (Vollstufe), el grado reducido o grado cero (Nullstufe) y el grado alargado (Dehnstufe). Por ejemplo, en latín, la apofonía que se da en las palabras vōx ~ vŏcare.
Aunque es bastante extraño, estas dos clases apofónicas podrían darse al mismo tiempo, como se puede apreciar en el siguiente ejemplo:

| grado e       | grado o           | grado Ø       | grado e alargado | grado o alargado |
| ------------- | ----------------- | ------------- | ---------------- | ---------------- |
| patéra πατέρα | eupátora εὐπάτορα | patrós πατρός | patḗr πατήρ      | eupátōr εὐπάτωρ  |

## La apofonía en latín
Al pasar al latín, la apofonía indoeuropea ha quedado muy oscurecida por los diversos cambios fonéticos y analógicos. Se puede apreciar, sobre todo, en formas como pendō ~ pondus, tegō ~ toga, est ~ sunt, edō ~ dēns, genus ~ gignō, etc. Sin embargo, en la mayoría de los casos, para descubrir la apofonía, es necesario hacer un análisis más profundo. Por ejemplo, las formas fīdō (< *feiðō) ~ foedus (< *foiðos) ~ fidēs (< *fið-ē-).
Existen tres raíces en las cuales está atestiguada una alternancia entre una vocal larga y la schwa. Estas raíces son *dʰe-/*dʰə-, *sta/*stə- y *do-/*də-. La teoría de las laringales sugiere que estas formas provienen de combinaciones de una vocal con una laringal. Así, propone *dʰeh₁-, *steh₂- y *deh₃-, respectivamente.

## La apofonía en español
El fenómeno en castellano se presenta sobre todo en la conjugación verbal, mediante diptongación o cambio de timbre vocálico en la raíz. Ejemplos:
- hago / hice / hecho (del latín facio, feci, factu);
- pides / pedís (del lat. petis, petitis);
- sueño / soñamos (del lat. somnio, somniamus);
- barba / imberbe (del lat. barba, imberbe); etc.